# 115e congrès des États-Unis
3 janvier 2017 – 3 janvier 2019
Sessions
Précédent Suivant
Le 115e congrès des États-Unis est la législature fédérale américaine qui se réunit à Washington, D.C. du 3 janvier 2017 au 3 janvier 2019. Elle est inaugurée à la fin du mandat de Barack Obama et se poursuit sur les deux premières années de la présidence de Donald Trump.
Les 435 représentants sont élus le 8 novembre 2016. Au Sénat, renouvelé par tiers tous les deux ans, 34 membres sur 100 sont élus le même jour dans 17 États, les autres ayant été élus en 2012 et en 2014.
Les républicains sont majoritaires au sein des deux chambres du Congrès à l'instar de la législature précédente. Orrin Hatch, élu de l'Utah, est le président pro tempore du Sénat tandis que Paul Ryan, élu du Wisconsin, préside la Chambre des représentants.

## Historique
Avec la composition politique au Congrès et à la présidence, les républicains ont une trifecta qu'ils n'avaient plus depuis 2007.
Le Mouvement MeToo frappe plusieurs membres du Congrès suite à des comportements inappropriés. Le sénateur Al Franken et les représentants John Conyers, Blake Farenthold, Trent Franks, Pat Meehan et Timothy F. Murphy démissionnent. Joe Barton et Ruben Kihuen annoncent qu'ils ne candidateront pas à l'élection de la chambre des représentants de 2018.
Le Congrès s'achève en cours du shutdown le plus long de l'histoire.

## Dirigeants

### Sénat

Composition politique du Sénat.

Deux démocrates
Un démocrate et un républicain
Deux républicains

- Président : Joe Biden (D), puis Mike Pence (R) à partir du 20 janvier 2017
- Président pro tempore : Orrin Hatch (R-UT)
- Président pro tempore emeritus : Patrick Leahy (D-VT)
- Chef de la majorité républicaine : Mitch McConnell (R-KY)
- Whip de la majorité républicaine : John Cornyn (R-TX)
- Chef de la minorité démocrate : Chuck Schumer (D-NY)
- Whip de la minorité démocrate : Dick Durbin (D-IL)

### Chambre des représentants

Composition politique de la Chambre des représentants.

Parti politique des représentants par États :
Le représentant du Parti démocrate conserve son siège
Le représentant du Parti démocrate gagne contre le candidat Parti républicain
Le représentant du Parti républicain conserve son siège
Le représentant du Parti républicain gagne contre le candidat du Parti démocrate

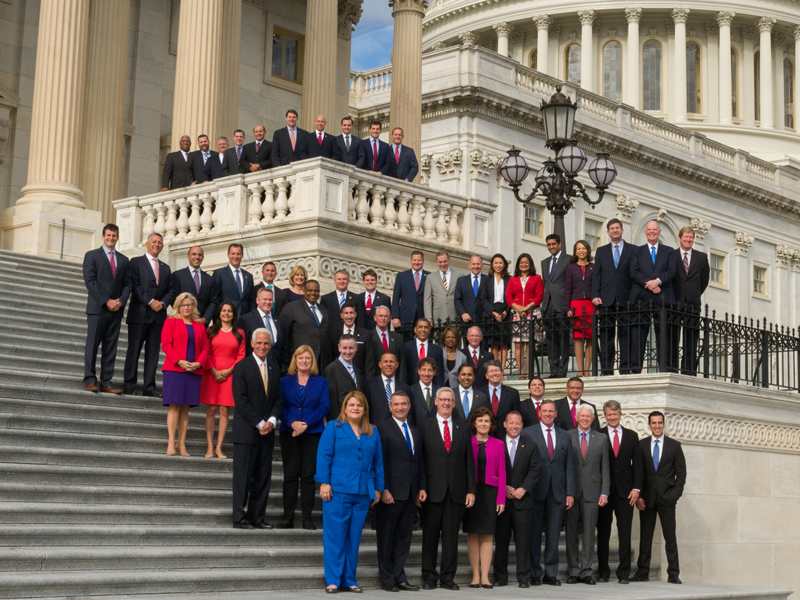
Membres nouvellement élus au Congrès.

- Président : Paul Ryan (R-WI)
- Chef de la majorité républicaine : Kevin McCarthy (R-CA)
- Whip de la majorité républicaine : Steve Scalise (R-LA)
- Chef de la minorité démocrate : Nancy Pelosi (D-CA)
- Whip de la minorité démocrate : Steny Hoyer (D-MD)

## Composition

### Composition politique

#### Sénat
- Deux démocrates
- Un démocrate et un républicain
- Deux républicains
- Un indépendant[1] et un démocrate
- Un indépendant[1] et un républicain

|                        | Parti        | Parti        | Parti | Total | Vacant |
| Démocrates             | Indépendants | Républicains |       | Total | Vacant |
| ---------------------- | ------------ | ------------ | ----- | ----- | ------ |
|                        |              |              |       | Total | Vacant |
| Fin du 114e congrès    | 44           | 2            | 54    | 100   | 0      |
|                        |              |              |       |       |        |
| Début (3 janvier 2017) | 46           | 2            | 52    | 100   | 0      |
| 8 février 2017         | 46           | 2            | 51    | 99    | 1      |
| 9 février 2017         | 46           | 2            | 52    | 100   | 0      |
| 3 janvier 2018         | 47           | 2            | 51    | 100   | 0      |

#### Chambre des représentants
- Le représentant du Parti démocrate conserve son siège
- Le représentant du Parti démocrate gagne contre le candidat Parti républicain
- Le représentant du Parti républicain conserve son siège
- Le représentant du Parti républicain gagne contre le candidat du Parti démocrate

|                     | Parti        | Parti | Total | Vacants |
| Démocrates          | Républicains |       | Total | Vacants |
| ------------------- | ------------ | ----- | ----- | ------- |
|                     |              |       | Total | Vacants |
| Fin du 114e congrès | 188          | 247   | 435   | 0       |
|                     |              |       |       |         |
| 3 janvier 2017      | 194          | 241   | 435   | 0       |
| 23 janvier 2017     | 194          | 240   | 434   | 1       |
| 24 janvier 2017     | 193          | 240   | 433   | 2       |
| 10 février 2017     | 193          | 239   | 432   | 3       |
| 16 février 2017     | 193          | 238   | 431   | 4       |
| 1er mars 2017       | 193          | 237   | 430   | 5       |
| 11 avril 2017       | 193          | 238   | 431   | 4       |
| 25 mai 2017         | 193          | 239   | 432   | 3       |
| 6 juin 2017         | 194          | 239   | 433   | 2       |
| 20 juin 2017        | 194          | 241   | 435   | 0       |
| 30 juin 2017        | 194          | 240   | 434   | 1       |
| 21 octobre 2017     | 194          | 239   | 433   | 2       |
| 7 novembre 2017     | 194          | 240   | 434   | 1       |
| 5 décembre 2017     | 193          | 240   | 433   | 2       |
| 8 décembre 2017     | 193          | 237   | 432   | 3       |
| 15 janvier 2018     | 193          | 238   | 431   | 4       |
| 13 mars 2018        | 194          | 238   | 432   | 3       |
| 16 mars 2018        | 193          | 238   | 431   | 4       |
| 6 avril 2018        | 193          | 237   | 430   | 5       |
| Non votants         | 4            | 2     | 6     | 0       |

### Liste des sénateurs
Les sénateurs sont élus par tiers, tous les deux ans, selon leur classe. Ils sont ici triés par État puis par classe (1, 2 ou 3). L'affiliation politique du sénateur est indiquée entre parenthèses : R pour le Parti républicain, D pour le Parti démocrate et I pour les indépendants.
 Alabama 

2. Jeff Sessions (R), jusqu'au 8 février 2017
Luther Strange (R), du 9 février 2017 au 2 janvier 2018
Doug Jones (D), à partir du 3 janvier 2018
3. Richard Shelby (R)
Alaska

2. Dan Sullivan (R)
3. Lisa Murkowski (R)
Arizona

1. Jeff Flake (R)
3. John McCain (R), jusqu'au 25 août 2018
Jon Kyl (R), du 4 septembre au 31 décembre 2018
Arkansas

2. Tom Cotton (R)
3. John Boozman (R)
Californie

1. Dianne Feinstein (D)
3. Kamala Harris (D)
Caroline du Nord

2. Thom Tillis (R)
3. Richard Burr (R)
Caroline du Sud

2. Lindsey Graham (R)
3. Tim Scott (R)
Colorado

2. Cory Gardner (R)
3. Michael Bennet (D)
Connecticut

1. Chris Murphy (D)
3. Richard Blumenthal (D)
Dakota du Nord

1. Heidi Heitkamp (D)
3. John Hoeven (R)
Dakota du Sud

2. Mike Rounds (R)
3. John Thune (R)
Delaware

1. Tom Carper (D)
2. Christopher Coons (D)
Floride

1. Bill Nelson (D)
3. Marco Rubio (R)
Géorgie

2. David Perdue (R)
3. Johnny Isakson (R)
Hawaï

1. Mazie Hirono (D)
3. Brian Schatz (D)
Idaho

2. Jim Risch (R)
3. Mike Crapo (R)
Illinois

2. Dick Durbin (D)
3. Tammy Duckworth (D)
Indiana

1. Joe Donnelly (D)
3. Todd Young (R)
Iowa

2. Joni Ernst (R)
3. Chuck Grassley (R)
Kansas

2. Pat Roberts (R)
3. Jerry Moran (R)
Kentucky

2. Mitch McConnell (R)
3. Rand Paul (R)
Louisiane

2. Bill Cassidy (R)
3. John Kennedy (R)
Maine

1. Angus King (I)
2. Susan Collins (R)
Maryland

1. Ben Cardin (D)
3. Chris Van Hollen (D)
Massachusetts

1. Elizabeth Warren (D)
2. Ed Markey (D)
Michigan

1. Debbie Stabenow (D)
2. Gary Peters (D)
Minnesota

1. Amy Klobuchar (D)
2. Al Franken (D), jusqu'au 2 janvier 2018
Tina Smith (D), à partir du 3 janvier 2018
Mississippi

1. Roger Wicker (R)
2. Thad Cochran (R), jusqu'au 1er avril 2018
Cindy Hyde-Smith (R), à partir du 9 avril 2018
Missouri

1. Claire McCaskill (D)
3. Roy Blunt (R)
Montana

1. Jon Tester (D)
2. Steve Daines (R)
Nebraska

1. Deb Fischer (R)
2. Ben Sasse (R)
Nevada

1. Dean Heller (R)
3. Catherine Cortez Masto (D)
New Hampshire

2. Jeanne Shaheen (D)
3. Maggie Hassan (D)
New Jersey

1. Bob Menendez (D)
2. Cory Booker (D)
New York

1. Kirsten Gillibrand (D)
3. Chuck Schumer (D)
Nouveau-Mexique

1. Martin Heinrich (D)
2. Tom Udall (D)
Ohio

1. Sherrod Brown (D)
3. Rob Portman (R)
Oklahoma

2. James Inhofe (R)
3. James Lankford (R)
Oregon

2. Jeff Merkley (D)
3. Ron Wyden (D)
Pennsylvanie

1. Bob Casey, Jr. (D)
3. Pat Toomey (R)
Rhode Island

1. Sheldon Whitehouse (D)
2. Jack Reed (D)
Tennessee

1. Bob Corker (R)
2. Lamar Alexander (R)
Texas

1. Ted Cruz (R)
2. John Cornyn (R)
Utah

1. Orrin Hatch (R)
3. Mike Lee (R)
Vermont

1. Bernie Sanders (I)
3. Patrick Leahy (D)
Virginie

1. Tim Kaine (D)
2. Mark Warner (D)
Virginie-Occidentale

1. Joe Manchin (D)
2. Shelley Moore Capito (R)
Washington

1. Maria Cantwell (D)
3. Patty Murray (D)
Wisconsin

1. Tammy Baldwin (D)
3. Ron Johnson (R)
Wyoming

1. John Barrasso (R)
2. Mike Enzi (R)

### Liste des représentants
Les représentants sont élus tous les deux ans dans leur district congressionnel. Ils sont ici triés par État puis par numéro de district (AL signifiant district at-large, correspondant à l'ensemble de l'État). L'affiliation politique du représentant est indiquée entre parenthèses : R pour le Parti républicain et D pour le Parti démocrate.
Alabama

1. Bradley Byrne (R)

2. Martha Roby (R)

3. Mike Rogers (R)

4. Robert Aderholt (R)

5. Mo Brooks (R)

6. Gary Palmer (R)

7. Terri Sewell (D)
Alaska

AL. Don Young (R)
Arizona

1. Tom O'Halleran (D)

2. Martha McSally (R)

3. Raúl Grijalva (D)

4. Paul Gosar (R)

5. Andy Biggs (R)

6. David Schweikert (R)

7. Ruben Gallego (D)

8. Vacant

9. Kyrsten Sinema (D)
Arkansas

1. Rick Crawford (R)

2. French Hill (R)

3. Steve Womack (R)

4. Bruce Westerman (R)
Californie

1. Doug LaMalfa (R)

2. Jared Huffman (D)

3. John Garamendi (D)

4. Tom McClintock (R)

5. Mike Thompson (D)

6. Doris Matsui (D)

7. Ami Bera (D)

8. Paul Cook (R)

9. Jerry McNerney (D)

10. Jeff Denham (R)

11. Mark DeSaulnier (D)

12. Nancy Pelosi (D)

13. Barbara Lee (D)

14. Jackie Speier (D)

15. Eric Swalwell (D)

16. Jim Costa (D)

17. Ro Khanna (D)

18. Anna Eshoo (D)

19. Zoe Lofgren (D)

20. Jimmy Panetta (D)

21. David Valadao (R)

22. Devin Nunes (R)

23. Kevin McCarthy (R)

24. Salud Carbajal (D)

25. Steve Knight (R)

26. Julia Brownley (D)

27. Judy Chu (D)

28. Adam Schiff (D)

29. Tony Cárdenas (D)

30. Brad Sherman (D)

31. Pete Aguilar (D)

32. Grace Napolitano (D)

33. Ted Lieu (D)

34. Jimmy Gomez (D)

35. Norma Torres (D)

36. Raul Ruiz (D)

37. Karen Bass (D)

38. Linda Sánchez (D)

39. Ed Royce (R)

40. Lucille Roybal-Allard (D)

41. Mark Takano (D)

42. Ken Calvert (R)

43. Maxine Waters (D)

44. Nanette Barragán (D)

45. Mimi Walters (R)

46. Lou Correa (D)

47. Alan Lowenthal (D)

48. Dana Rohrabacher (R)

49. Darrell Issa (R)

50. Duncan D. Hunter (R)

51. Juan Vargas (D)

52. Scott Peters (D)

53. Susan Davis (D)
Caroline du Nord

1. G. K. Butterfield (D)

2. George Holding (R)

3. Walter Jones (R)

4. David Price (D)

5. Virginia Foxx (R)

6. Mark Walker (R)

7. David Rouzer (R)

8. Richard Hudson (R)

9. Robert Pittenger (R)

10. Patrick McHenry (R)

11. Mark Meadows (R)

12. Alma Adams (D)

13. Ted Budd (R)
Caroline du Sud

1. Mark Sanford (R)

2. Joe Wilson (R)

3. Jeff Duncan (R)

4. Trey Gowdy (R)

5. Ralph Norman (R)

6. Jim Clyburn (D)

7. Tom Rice (R)
Colorado

1. Diana DeGette (D)

2. Jared Polis (D)

3. Scott Tipton (R)

4. Ken Buck (R)

5. Doug Lamborn (R)

6. Mike Coffman (R)

7. Ed Perlmutter (D)
Connecticut

1. John Larson (D)

2. Joe Courtney (D)

3. Rosa DeLauro (D)

4. Jim Himes (D)

5. Elizabeth Esty (D)
Dakota du Nord

AL. Kevin Cramer (R)
Dakota du Sud

AL. Kristi Noem (R)
Delaware

AL. Lisa Blunt Rochester (D)
Floride

1. Matt Gaetz (R)

2. Neal Dunn (R)

3. Ted Yoho (R)

4. John Rutherford (R)

5. Al Lawson (D)

6. Ron DeSantis (R)

7. Stephanie Murphy (D)

8. Bill Posey (R)

9. Darren Soto (D)

10. Val Demings (D)

11. Dan Webster (R)

12. Gus Bilirakis (R)

13. Charlie Crist (D)

14. Kathy Castor (D)

15. Dennis Ross (R)

16. Vern Buchanan (R)

17. Tom Rooney (R)

18. Brian Mast (R)

19. Francis Rooney (R)

20. Alcee Hastings (D)

21. Ted Deutch (D)

22. Lois Frankel (D)

23. Debbie Wasserman Schultz (D)

24. Frederica Wilson (D)

25. Mario Díaz-Balart (R)

26. Carlos Curbelo (R)

27. Ileana Ros-Lehtinen (R)
Géorgie

1. Buddy Carter (R)

2. Sanford Bishop (D)

3. Drew Ferguson (R)

4. Hank Johnson (D)

5. John Lewis (D)

6. Karen Handel

7. Rob Woodall (R)

8. Austin Scott (R)

9. Doug Collins (R)

10. Jody Hice (R)

11. Barry Loudermilk (R)

12. Rick Allen (R)

13. David Scott (D)

14. Tom Graves (R)
Hawaï

1. Colleen Hanabusa

2. Tulsi Gabbard (D)
Idaho

1. Raúl Labrador (R)

2. Mike Simpson (R)
Illinois

1. Bobby Rush (D)

2. Robin Kelly (D)

3. Dan Lipinski (D)

4. Luis Gutiérrez (D)

5. Mike Quigley (D)

6. Peter Roskam (R)

7. Danny Davis (D)

8. Raja Krishnamoorthi (D)

9. Jan Schakowsky (D)

10. Brad Schneider (D)

11. Bill Foster (D)

12. Mike Bost (R)

13. Rodney Davis (R)

14. Randy Hultgren (R)

15. John Shimkus (R)

16. Adam Kinzinger (R)

17. Cheri Bustos (D)

18. Darin LaHood (R)
Indiana

1. Pete Visclosky (D)

2. Jackie Walorski (R)

3. Jim Banks (R)

4. Todd Rokita (R)

5. Susan Brooks (R)

6. Luke Messer (R)

7. André Carson (D)

8. Larry Bucshon (R)

9. Trey Hollingsworth (R)
Iowa

1. Rod Blum (R)

2. Dave Loebsack (D)

3. David Young (R)

4. Steve King (R)
Kansas

1. Roger Marshall (R)

2. Lynn Jenkins (R)

3. Kevin Yoder (R)

4. Ron Estes
Kentucky

1. James Comer (R)

2. Brett Guthrie (R)

3. John Yarmuth (D)

4. Thomas Massie (R)

5. Hal Rogers (R)

6. Andy Barr (R)
Louisiane

1. Steve Scalise (R)

2. Cedric Richmond (D)

3. Clay Higgins (R)

4. Mike Johnson (R)

5. Ralph Abraham (R)

6. Garret Graves (R)
Maine

1. Chellie Pingree (D)

2. Bruce Poliquin (R)
Maryland

1. Andy Harris (R)

2. Dutch Ruppersberger (D)

3. John Sarbanes (D)

4. Anthony G. Brown (D)

5. Steny Hoyer (D)

6. John Delaney (D)

7. Elijah Cummings (D)

8. Jamie Raskin (D)
Massachusetts

1. Richard Neal (D)

2. Jim McGovern (D)

3. Niki Tsongas (D)

4. Joe Kennedy (D)

5. Katherine Clark (D)

6. Seth Moulton (D)

7. Mike Capuano (D)

8. Stephen Lynch (D)

9. Bill Keating (D)
Michigan

1. Jack Bergman (R)

2. Bill Huizenga (R)

3. Justin Amash (R)

4. John Moolenaar (R)

5. Dan Kildee (D)

6. Fred Upton (R)

7. Tim Walberg (R)

8. Mike Bishop (R)

9. Sander Levin (D)

10. Paul Mitchell (R)

11. Dave Trott (R)

12. Debbie Dingell (D)

13. Vacant

14. Brenda Lawrence (D)
Minnesota

1. Tim Walz (D)

2. Jason Lewis (R)

3. Erik Paulsen (R)

4. Betty McCollum (D)

5. Keith Ellison (D)

6. Tom Emmer (R)

7. Collin Peterson (D)

8. Rick Nolan (D)
Mississippi

1. Trent Kelly (R)

2. Bennie Thompson (D)

3. Gregg Harper (R)

4. Steven Palazzo (R)
Missouri

1. Lacy Clay (D)

2. Ann Wagner (R)

3. Blaine Luetkemeyer (R)

4. Vicky Hartzler (R)

5. Emanuel Cleaver (D)

6. Sam Graves (R)

7. Billy Long (R)

8. Jason Smith (R)
Montana

AL. Greg Gianforte

Nebraska

1. Jeff Fortenberry (R)

2. Don Bacon (R)

3. Adrian Smith (R)
Nevada

1. Dina Titus (D)

2. Mark Amodei (R)

3. Jacky Rosen (D)

4. Ruben Kihuen (D)
New Hampshire

1. Carol Shea-Porter (D)

2. Ann McLane Kuster (D)
New Jersey

1. Donald Norcross (D)

2. Frank LoBiondo (R)

3. Tom MacArthur (R)

4. Chris Smith (R)

5. Josh Gottheimer (D)

6. Frank Pallone (D)

7. Leonard Lance (R)

8. Albio Sires (D)

9. Bill Pascrell (D)

10. Donald Payne Jr. (D)

11. Rodney Frelinghuysen (R)

12. Bonnie Watson Coleman (D)
New York

1. Lee Zeldin (R)

2. Peter King (R)

3. Tom Suozzi (D)

4. Kathleen Rice (D)

5. Gregory Meeks (D)

6. Grace Meng (D)

7. Nydia Velázquez (D)

8. Hakeem Jeffries (D)

9. Yvette Clarke (D)

10. Jerrold Nadler (D)

11. Dan Donovan (R)

12. Carolyn Maloney (D)

13. Adriano Espaillat (D)

14. Joseph Crowley (D)

15. José E. Serrano (D)

16. Eliot Engel (D)

17. Nita Lowey (D)

18. Sean Patrick Maloney (D)

19. John Faso (R)

20. Paul Tonko (D)

21. Elise Stefanik (R)

22. Claudia Tenney (R)

23. Thomas Reed (R)

24. John Katko (R)

25. Vacant

26. Brian Higgins (D)

27. Chris Collins (R)
Nouveau-Mexique 

1. Michelle Lujan Grisham (D)

2. Steve Pearce (R)

3. Ben Ray Luján (D)
Ohio

1. Steve Chabot (R)

2. Brad Wenstrup (R)

3. Joyce Beatty (D)

4. Jim Jordan (R)

5. Bob Latta (R)

6. Bill Johnson (R)

7. Bob Gibbs (R)

8. Warren Davidson (R)

9. Marcy Kaptur (D)

10. Mike Turner (R)

11. Marcia Fudge (D)

12. Vacant

13. Tim Ryan (D)

14. David Joyce (R)

15. Steven Stivers (R)

16. Jim Renacci (R)
Oklahoma

1. Jim Bridenstine (R)

2. Markwayne Mullin (R)

3. Frank Lucas (R)

4. Tom Cole (R)

5. Steve Russell (R)
Oregon

1. Suzanne Bonamici (D)

2. Greg Walden (R)

3. Earl Blumenauer (D)

4. Peter DeFazio (D)

5. Kurt Schrader (D)
Pennsylvanie

1. Bob Brady (D)

2. Dwight Evans (D)

3. Mike Kelly (R)

4. Scott Perry (R)

5. Glenn Thompson (R)

6. Ryan Costello (R)

7. Pat Meehan (R)

8. Brian Fitzpatrick (R)

9. Bill Shuster (R)

10. Tom Marino (R)

11. Lou Barletta (R)

12. Keith Rothfus (R)

13. Brendan Boyle (D)

14. Mike Doyle (D)

15. Charlie Dent (R)

16. Lloyd Smucker (R)

17. Matt Cartwright (D)

18. Conor Lamb (D)
Rhode Island

1. David Cicilline (D)

2. James Langevin (D)
Tennessee

1. Phil Roe (R)

2. Jimmy Duncan (R)

3. Chuck Fleischmann (R)

4. Scott DesJarlais (R)

5. Jim Cooper (D)

6. Diane Black (R)

7. Marsha Blackburn (R)

8. David Kustoff (R)

9. Steve Cohen (D)
Texas

1. Louie Gohmert (R)

2. Ted Poe (R)

3. Sam Johnson (R)

4. John Ratcliffe (R)

5. Jeb Hensarling (R)

6. Joe Barton (R)

7. John Culberson (R)

8. Kevin Brady (R)

9. Al Green (D)

10. Michael McCaul (R)

11. Mike Conaway (R)

12. Kay Granger (R)

13. Mac Thornberry (R)

14. Randy Weber (R)

15. Vicente Gonzalez (D)

16. Beto O'Rourke (D)

17. Bill Flores (R)

18. Sheila Jackson Lee (D)

19. Jodey Arrington (R)

20. Joaquín Castro (D)

21. Lamar Smith (R)

22. Pete Olson (R)

23. Will Hurd (R)

24. Kenny Marchant (R)

25. Roger Williams (R)

26. Michael Burgess (R)

27. Vacant

28. Henry Cuellar (D)

29. Gene Green (D)

30. Eddie Bernice Johnson (D)

31. John Carter (R)

32. Pete Sessions (R)

33. Marc Veasey (D)

34. Filemon Vela (D)

35. Lloyd Doggett (D)

36. Brian Babin (R)
Utah

1. Rob Bishop (R)

2. Chris Stewart (R)

3. John Curtis

4. Mia Love (R)
Vermont

AL. Peter Welch (D)
Virginie

1. Rob Wittman (R)

2. Scott Taylor (R)

3. Bobby Scott (D)

4. Donald McEachin (D)

5. Tom Garrett (R)

6. Bob Goodlatte (R)

7. Dave Brat (R)

8. Don Beyer (D)

9. Morgan Griffith (R)

10. Barbara Comstock (R)

11. Gerry Connolly (D)
Virginie Occidentale

1. David McKinley (R)

2. Alex Mooney (R)

3. Evan Jenkins (R)
Washington

1. Suzan DelBene (D)

2. Rick Larsen (D)

3. Jaime Herrera Beutler (R)

4. Dan Newhouse (R)

5. Cathy McMorris Rodgers (R)

6. Derek Kilmer (D)

7. Pramila Jayapal (D)

8. Dave Reichert (R)

9. Adam Smith (D)

10. Dennis Heck (D)
Wisconsin

1. Paul Ryan (R)

2. Mark Pocan (D)

3. Ron Kind (D)

4. Gwen Moore (D)

5. Jim Sensenbrenner (R)

6. Glenn Grothman (R)

7. Sean Duffy (R)

8. Mike Gallagher (R)
Wyoming

AL. Liz Cheney (R)
Membres non votants
- Samoa américaines : Amata Coleman Radewagen (R)
- District de Columbia : Eleanor Holmes Norton (D)
- Guam : Madeleine Bordallo (D)
- Îles Mariannes du Nord : Gregorio Sablan (I)
- Porto Rico : Jenniffer González (R/PNP)
- Îles Vierges américaines : Stacey Plaskett (D)

### Changements dans la composition des chambres
| District                       | Sortant        | Sortant | Sortant     | Entrant        | Entrant | Entrant     |
| District                       | Représentant   | Parti   | Parti       | Représentant   | Parti   | Parti       |
| ------------------------------ | -------------- | ------- | ----------- | -------------- | ------- | ----------- |
| 34e district de Californie     | Xavier Becerra |         | Démocrate   | Jimmy Gomez    |         | Démocrate   |
| 4e district du Kansas          | Mike Pompeo    |         | Républicain | Ron Estes      |         | Républicain |
| 6e district de Géorgie         | Tom Price      |         | Républicain | Karen Handel   |         | Républicain |
| District at-large du Montana   | Ryan Zinke     |         | Républicain | Greg Gianforte |         | Républicain |
| 5e district de Caroline du Sud | Mick Mulvaney  |         | Républicain | Ralph Norman   |         | Républicain |
| 3e district de l'Utah          | Jason Chaffetz |         | Républicain | John Curtis    |         | Républicain |
| 18e district de Pennsylvanie   | Tim Murphy     |         | Républicain | Conor Lamb     |         | Démocrate   |
| 8e district de l'Arizona       | Trent Franks   |         | Républicain | Debbie Lesko   |         | Républicain |
| 12e district de l'Ohio         | Pat Tiberi     |         | Républicain | Troy Balderson |         | Républicain |
| 13e district du Michigan       | John Conyers   |         | Démocrate   |                |         |             |

| État    | Sortant        | Sortant | Sortant     | Entrant    | Entrant | Entrant   |
| État    | Sénateur       | Parti   | Parti       | Sénateur   | Parti   | Parti     |
| ------- | -------------- | ------- | ----------- | ---------- | ------- | --------- |
| Alabama | Luther Strange |         | Républicain | Doug Jones |         | Démocrate |